# Zone de solidarité prioritaire
La zone de solidarité prioritaire est une liste de pays pour lesquels le gouvernement français considère que l'aide publique au développement peut produire un effet particulièrement utile au développement des institutions, de la société et de l’économie. Le gouvernement a mis au point cette liste en 1998. 
Le fonds de solidarité prioritaire finance les actions menées dans le cadre de la zone de solidarité prioritaire. Il a permis de financer 179 projets au cours de l'année 2000.

## Pays appartenant à la zone de solidarité prioritaires

Carte des pays relevant de la zone de solidarité prioritaires

Le Comité interministériel de la coopération internationale et du développement (Cicid) est chargé de faire évoluer les contours de cette zone selon la situation des pays qui la composent.
La zone de solidarité prioritaire, telle qu'elle est définie au 14 février 2002, contient les pays suivants :
- Proche-Orient : Liban, Territoires autonomes palestiniens, Yémen.
- Afrique du Nord : Algérie, Maroc, Tunisie.
- Afrique sub-saharienne et océan Indien :
- sub-saharienne "La Zone franc": Bénin, Burkina Faso, Centrafrique, Comores, Congo, Côte d'Ivoire, Cameroun, Gabon, Guinée-Bissao, Guinée équatoriale, Mali, Niger, Sénégal, Tchad, Togo
- sub-saharienne: Afrique du Sud, Angola, Burundi, Cap-Vert, Djibouti, Érythrée, Éthiopie, Ghana, Gambie, Guinée, Kenya, Liberia, Madagascar, Mauritanie, Mozambique, Namibie, Nigeria, Ouganda, République démocratique du Congo, Rwanda, Sao Tomé-et-Principe, Sierra Leone, Soudan, Tanzanie, Zimbabwe.
- Péninsule indochinoise (= ancienne colonie française = Indochine française): Cambodge, Laos, Viêt Nam.
- Caraïbes et Amérique latine : Cuba, Haïti, République dominicaine, Suriname.
- Pacifique : Vanuatu.